# Gustavo Fernández Rodríguez Bastos y Harizmendi
Gustavo Fernández Rodríguez Bastos y Harizmendi (Ribadavia, província d'Ourense, 24 d'agost de 1841 - Madrid, 20 de gener de 1929) fou un enginyer i militar gallec, acadèmic de la Reial Acadèmia de Ciències Exactes, Físiques i Naturals.

## Biografia
Va estudiar a l'Escola d'Enginyers de Mines i el 1866 ingressà al Cos d'Enginyers de l'Armada amb la graduació d'alferes de fragata. En 1868 assolí el grau d'enginyer segon i fou destinat primer a l'Arsenal de Ferrol i de i després a Cartagena. Després fou professor de l'Escola Naval Flotant. El 1902 fou ascendit a general de brigada i nomenat Inspector Genereal del Cos d'Enginyers, i el 1909 general d'enginyers de l'Armada.
El 1906 fou nomenat acadèmic de la Reial Acadèmia de Ciències Exactes, Físiques i Naturals, ingressant l'any següent amb el discurs El buque de combate. Fou condecorat amb les creus del Mèrit Militar, al Mèrit Naval i Creu i Placa de l'Orde de Sant Hermenegild.

## Obres
- Curso de máquinas marinas de vapor (1879)
- Lecciones de construcción naval (1877)
- Teoría y descripción del servomotor hidráulico de Tallerie
- Exposición sucinta de un procedimiento apropiado para facilitar el arrastre de buques en el varadero horizontal de Santa Rosalía en Cartagena.